# فرد ماثياس
فرد ماثياس (7 أغسطس 1898 في المملكة المتحدة - 19 أبريل 1955 في المملكة المتحدة) (بالإنجليزية: Fred Mathias)‏ هو سمسار الأوراق المالية ولاعب كريكت بريطاني وبريطاني (وحمل سابقاً جنسية المملكة المتحدة لبريطانيا العظمى وأيرلندا). شارك مع فريق ويلز الوطني للكريكيت ‏. أما مع النوادي، فقد لعب مع نادي مقاطعة غلاموركن للكريكت ‏.

## وصلات خارجية
- فرد ماثياس على موقع إي آس بي آن كريك إنفو (الإنجليزية)